# PTPN22
PTPN22 pour « Protein tyrosine phosphatase, non receptor type 22 », est une protéine tyrosine phosphatase (LYP) exprimée dans les tissus lymphoïdes et codée par le gène PTPN22 situé sur le chromosome 1 humain.

## Le gènePTPN22
PTPN22 est un gène de 57 949 paires de bases situé sur le chromosome 1 en position 1p13.2 et composé de 21 exons. Il est exprimé dans les tissus lymphoïdes et code quatre isoformes traduites de manière indépendante à la suite d'un épissage alternatif,. LYP1, l'isoforme la plus documentée, est une protéine de 807 acides aminés ayant un poids moléculaire de 105 kD. Elle est composée de 3 domaines majeurs. Un domaine catalytique tyrosine phosphatase (PTP)en N-terminal, un domaine intermédiaire  et un domaine C-terminal composé de 4 motifs riches en prolines, appelés P1 à P4.

## Rôles et fonctions de la protéine PTPN22
La protéine PTPN22 ou LYP est localisée principalement dans le cytosol des cellules immunitaires, où elle est impliquée dans de nombreuses voies de signalisation associées à la réponse immunitaire. Son action se situe principalement au niveau des voies de signalisation des récepteurs des lymphocytes T (TCR) et lymphocytes B (BCR) où elle joue un rôle important d’inhibiteur de l'activation et de la prolifération lymphocytaire. Le rôle de LYP est principalement décrit dans la signalisation du TCR.

## En médecine
Cette phosphatase joue un rôle de régulateur négatif de l'activation des lymphocytes T à travers une inhibition de la voie de signalisation de leur récepteur, le TCR. Une mutation au sein du gène PTPN22 a été associée à diverses maladies auto-immunes dont le diabète de type 1 et la polyarthrite rhumatoïde.
La protéine est surexprimée dans le syndrome coronarien aigu entraînant une baisse des lymphocytes T régulateurs.